# Моравски Свети Јан
Моравски Свети Јан (слч. Moravský Svätý Ján) насељено је мјесто са административним статусом сеоске општине (слч. obec) у округу Сењица, у Трнавском крају, Словачка Република.

## Становништво
| Година:    | 1994. | 2004.   | 2014.   | 2024.   |
| ---------- | ----- | ------- | ------- | ------- |
| Број људи: | 2018  | 2074    | 2115    | 2126    |
| Разлика:   |       | +2,77 % | +1,97 % | +0,52 % |

| Година:    | 2023. | 2024.   |
| ---------- | ----- | ------- |
| Број људи: | 2135  | 2126    |
| Разлика:   |       | -0,42 % |

Према подацима о броју становника из 2024. године насеље је имало 2126 становника.